# Agyneta trifurcata
Agyneta trifurcata là một loài nhện trong họ Linyphiidae.
Loài này thuộc chi Agyneta. Agyneta trifurcata được Heikki Hippa & Oksala miêu tả năm 1985.